# Cantón Jipijapa
Jipijapa, también Xipixapa. Es un cantón ubicado al sur de la provincia de Manabí. En la franja costera del Ecuador.
La tradición cuenta que su nombre se deriva de un cacique indio del lugar Xipixapa.
Su superficie es de 1.420 km².
El cantón Jipijapa cuenta con 78.117 habitantes con una población económicamente activa de 20 561 personas (INEC 2022).

## Cantones limítrofes con Jipijapa
| Noroeste: Montecristi                | Norte: Montecristi | Noreste: Santa Ana                |
| Oeste: Océano Pacífico, Puerto López |                    | Este: Veinticuatro de Mayo, Paján |
| Suroeste: Santa Elena                | Sur: Paján         | Sureste: Paján                    |

## División Política
Tiene tres parroquias urbanas y siete rurales:
- Urbanas:
  - San Lorenzo de Jipijapa
  - Manuel Inocencio Parrales y Guale
  - Dr. Miguel Morán Lucio
- Rurales:
  - La América
  - El Anegado (Cab. en Eloy Alfaro)
  - Julcuy
  - Pedro Pablo Gómez
  - Puerto Cayo
  - Membrillal
  - La Unión

La cabecera cantonal San Lorenzo de Jipijapa cuenta con 44.870 habitantes.